# Jane Got a Gun
Jane Got a Gun è un film del 2015 diretto da Gavin O'Connor.
Il film è interpretato da Natalie Portman (anche produttrice), Joel Edgerton (anche sceneggiatore), Noah Emmerich e Ewan McGregor.

## Trama
Jane Hammond è riuscita a rifarsi una vita con il marito Bill Hammond e la loro bambina Katie, dopo essere stata tormentata dagli uomini di John Bishop. Quando il marito ritorna a casa quasi morente crivellato di colpi, Jane decide di prendere in mano la situazione per salvare la sua famiglia da Bishop e i suoi uomini. Chiede aiuto al suo ex fidanzato Dan Frost, che inizialmente è restio a concederglielo. Sette anni prima Dan era partito per la guerra civile con la promessa di fare ritorno in pochi mesi. Dopo tre anni dalla sua partenza, Jane aveva deciso di rifarsi una vita nel New Mexico, seguendo il consiglio di alcune vedove. Infatti una carovana, organizzata da John Bishop, era in procinto per partire per Raphael, considerata una città in via di espansione. Tuttavia il losco progetto della banda di Bishop consisteva nell'obbligare le donne a lavorare in un bordello. Solo Bill Hammond, all'epoca socio di Bishop, si ribellerà a questa situazione, uccidendo alcuni uomini della banda e fuggendo assieme a Jane.
Dan accetta di aiutare Jane, sebbene il risentimento e la rabbia lo attanaglino. Insieme preparano nello spiazzale adiacente alla casa della famiglia Hammond una trappola per sorprendere la banda di Bishop quando arriverà. Dan le racconta del dolore che ha provato quando, rientrato dalla guerra, l'ha vista assieme ad un altro uomo dopo averla cercata per tanto tempo. A quel punto Jane gli racconta tutta la verità: poco dopo che Dan era partito per la guerra, aveva scoperto di essere incinta. Aveva chiamato la bambina Mary, come la madre di Dan, e con lei si era trasferita a Raphael. Quando l'avevano obbligata a lavorare nel bordello, Vic, il fratello di John Bishop, le aveva tolto la vita lasciandola annegare nel fiume. Dan, sconvolto dalla notizia di aver avuto una bambina e di averla perduta senza conoscerla, si augura che Bishop sia presente al momento dello scontro, per consumare la propria vendetta.
Come previsto, gli uomini di Bishop circondano la casa e feriscono Dan alla spalla. Il cowboy però riesce a far esplodere le bottiglie piene di kerosene che lui e Jane avevano piazzato e a decimare gli scagnozzi della banda. Nel frattempo Bill Hammond, già gravemente ferito, viene colpito da una pallottola vagante e muore. Dan uccide gli ultimi uomini rimasti, tranne John Bishop, che lo sorprende alle spalle e lo minaccia con una pistola. Jane a sua volta punta la colt sulla nuca di Bishop e lo costringe a gettare le armi. Quando si appresta ad ucciderlo per ciò che ha fatto a sua figlia, Bishop le fa una rivelazione: è un fuorilegge, ma non un assassino di bambini. Mary è viva e Bishop le mostrerà dove si trova se la donna gli risparmierà la vita. Jane tuttavia comincia a ferirlo alle gambe e alle braccia, finché Bishop non le confessa che Mary è dove l'aveva lasciata: al bordello. Dopo aver freddato Bishop, Jane e Dan si recano a Raphael e incontrano Mary che, sebbene siano passati molti anni, riconosce subito sua madre.
La storia termina con Jane che va a riscuotere dallo sceriffo le taglie per la banda di Bishop. Con i soldi accumulati Jane, Dan, Mary e Katie partono alla volta della California, dove sono pronti a rifarsi una vita come una famiglia.

## Produzione
La sceneggiatura di Brian Duffield è stata inclusa nel 2011 nella Black List, elenco annuale delle sceneggiature non prodotte. Fin dall'inizio il film ha avuto una produzione travagliata. Nel maggio 2012, è stato annunciato che Natalie Portman è stata ingaggiata nel ruolo della protagonista Jane Hammond e che Lynne Ramsay avrebbe diretto il film. Nel mese di agosto 2012, Michael Fassbender è stato in trattative per interpretare il ruolo di Dan Frost, ex amante di Jane. Nel dicembre del 2012, Joel Edgerton è entrato nel cast con il ruolo di John Bishop, il cattivo del film. Il 4 febbraio 2013, Rodrigo Santoro è entrato nel cast nel ruolo di Fitchum. A marzo 2013, Fassbender ha dovuto abbandonare il film a causa di conflitti di programmazione con X-Men - Giorni di un futuro passato. La Ramsay ha quindi affidato ad Edgerton il ruolo di Dan Frost, lasciato libero da Fassbender, e ha assegnato il ruolo di John Bishop a Jude Law.
Il 19 marzo 2013, è stato annunciato che la regista Lynne Ramsay ha abbandonato il progetto. Il giorno successivo la regia è stata affidata a Gavin O'Connor. Nello stesso giorno, è stato comunicato che anche Jude Law aveva abbandonato il film, visto che aveva firmato un contratto per lavorare con la Ramsay. Anche il direttore della fotografia Darius Khondji ha lasciato la produzione, ed è stato sostituito da Mandy Walker. Anthony Tambakis, lo sceneggiatore di Warrior di O'Connor, è stato ingaggiato per riscrivere la sceneggiatura. Il 5 aprile, è stato annunciato che Bradley Cooper avrebbe sostituito Law nel ruolo di John Bishop. Il 10 aprile, Noah Emmerich ha ottenuto il ruolo di Bill Hammond, il marito di Jane. A sua volta Bradley Cooper ha dovuto lasciare il film, a causa di conflitti di programmazione con American Hustle - L'apparenza inganna. Il ruolo di John Bishop è stato assegnato definitivamente a Ewan McGregor a maggio 2013.

## Distribuzione
Il film doveva essere inizialmente distribuito negli Stati Uniti dalla Relativity Media, con data fissata per il 29 agosto 2014. La data è stata posticipata più volte a causa dei problemi legati alla dichiarazione di fallimento, finché la casa di distribuzione non ha perso i diritti.
Il film doveva essere distribuito nelle sale cinematografiche francesi il 25 novembre 2015, dalla Mars Distribution, ma a causa degli attentati del 13 novembre 2015 a Parigi, la première francese, interviste e conferenze stampa sono state annullate. La distribuzione nelle sale francesi è stata posticipata al 27 gennaio 2016.
I diritti per la distribuzione statunitense sono stati acquistati dalla The Weinstein Company, che ha distribuito il film il 29 gennaio 2016.